# Taťjana Nikolajevna Mikušinová
Tat´jana Nikolajevna Mikušina (rusky Татьяна Николаевна Микушина, * 5. ledna 1958) je ruská spisovatelka, duchovní lídr, představitelka Učení Vzestoupených Mistrů. V roce 2014 založila mezinárodní občanské hnutí “Za Mravnost” (rusky «За нравственность!»).

## Biografie

### Vzdělání a práce
T. M. Mikušina se narodila 5. ledna v roce 1958 v Omsku, SSSR (nyní Rusko). V roce 1980 absolvovala polytechnický institut v Omsku. Poté pracovala v konstrukční kanceláři jako konstruktérka pro vývoj vesmírné techniky a po rozpadu SSSR jako hlavní účetní v malém byznysu. V 90. letech se také věnovala veřejné práci jako vedoucí organizace pro ochranu životního prostředí (“Zelené město” s.r.o.) v Omsku.  V tomto období kandidovala do městské a krajské rady lidových zástupců, ale ve volbách neuspěla.

### Spisovatelská a duchovní činnost
V roce 2001 se T. Mikušina stala spoluzakladatelkou a prezidentkou Meziregionální občanské organizace “Sirius”. Postupem času byla organizace přejmenována na Duchovní osvětové centrum “Sirius”. V roce 2005 vydala svou první knihu „Dobro a zlo. Soukromé čtení Tajné doktríny E. P. Blavatské”. Od 4. března 2005 začíná publikovat “Poselství Vzestoupených Mistrů”. Každý den po dobu 4 měsíců byly přidány nové “diktáty” a tak vznikl první cyklus. Za pouhých 11 let bylo přijato 21 kolekcí epištol a jednotlivých diktátů, které byly nakonec vydány jedním svazkem s názvem “Kniha Moudrosti”. Celkem je T. Mikušina autorem více než 70 titulů (od roku 2022). Jejich překlady jsou rozšířené.
V roce 2008 T. Mikušina zařídila studijní středisko u Omsku.  Část získaných pozemků, které byly plánovány pro stavbu Montessori školky a školy, centra pro Matku a dítě, byla zabrána rozhodnutím soudu prvního stupně. Po třech letech Nejvyšším soudem Ruska byly pozemky vráceny, a hned poté se v areálu studijního střediska odehrává série žhářských útoků. V důsledku toho byla T. Mikušina v roce 2012 nucena opustit území Ruska a od té doby žije mimo něj.

### Veřejná činnost
V roce 2014 se T. Mikušina stala iniciátorkou Mezinárodního společenského hnutí “Za Mravnost!”(Rus. “За Нравственность!”). Později byla realizována řada dalších občanských iniciativ.

## Názory
Jedním ze základních pojmů ve spisech T. Mikušiny je “Nejvyšší morální zákon” nebo "Božský zákon". Tyto jevy jako duchovní zbídačení a degradace označuje za hlavní příčiny civilizační krize moderní společnosti, její proměny v konzumní společnost.
| „ | V podstatě, ve světě, kde žijeme, existují pouze dvě ideologie. Jedna ideologie je ideologie konzumní společnosti, která nyní vládne světu. A druhá ideologie je “Božská ideologie”. | “ |

Podstatná část tvorby T. Mikušiny se věnuje odhalování zákonů duchovního světa, na nichž je podle ní založena existence jak člověka, tak lidstva jako celku. V knihách se zabývá širokou škálou témat od původu dobra a zla až po způsoby, jak překonat negativní trendy na všech úrovních společnosti.

Vědomí člověka je označováno za klíčový faktor a zvyšování vědomí je cestou k uzdravení všech sfér lidské činnosti. Jedním z příkladů je boj. Při nízké úrovni vědomí se boj se svými vnitřními “nepřáteli”, tedy nedostatky, mění v hledání vnějších nepřátel, násilí. Tak v recenzi na knihu T. Mikušiny “O Nenásilí” PhD filozofických věd D. Metylka píše:
| „ | Myšlenka boje nejenže není nezbytná, ale také nenese skutečné dobro, protože je jedovatým plodem zkresleného vnímání reality, založeného na nahrazení celku jednotlivými částmi. Pokud se každý dopustí pošťuchování chimérického vnímání ve své každodenní duchovní hygieně, pak se svět bez násilí přestane jevit jako utopie. | “ |